# 铬酸铜
铬酸铜（英語：copper chromate）是铜的铬酸盐，分子式为CuCrO4。

## 制备
将一定量的含有三氧化铬和铜离子的化工废液混合，搅拌，向其中滴加质量分数为25%的氨水，可制得碱式铬酸铜。
以硝酸铜、硝酸铬为原料，柠檬酸为络合剂,采用溶胶－凝胶法可制得铬酸铜。此种方法中温度和pH对合成的影响较大，850°C为最佳温度，pH值为3时，所合成粉体的结晶度较好；pH值为9时，粉体颗粒较小且比较均匀。
铬酸铜也可用沉淀法制备。

## 应用
铬酸铜可用作锂离子电池中的正极材料，其理论容量可达744mA·h/g。